# Pape Malick Diop
Pape Malick Diop (ur. 29 grudnia 1974 w Cherif-Lô) – senegalski piłkarz grający na pozycji środkowego obrońcy.

## Kariera klubowa
Diop rozpoczął piłkarską karierę w klubie z Dakaru o nazwie ASC Jeanne d’Arc. W jego barwach zadebiutował w 1994 w pierwszej lidze senegalskiej. Występował w nim przez 3 lata nie odnosząc większych sukcesów, a sezonie 1997/1998 wypożyczono go na rok do saudyjskiego An-Nassr i zdobył z nim Puchar Zdobywców Pucharów Azji. W sezonie 1998/1999 ponownie występował w Jeanne d’Arc.
Latem 1999 Diop przeszedł do francuskiego RC Strasbourg. W Ligue 1 zadebiutował 31 lipca w wygranym 1:0 spotkaniu z RC Lens. W tym samym sezonie został wypożyczony do angielskiego Norwich City, ale wystąpił w nim w zaledwie 5 meczach Division One i jeszcze w trakcie sezonu wrócił do Strasburga. W trakcie sezonu 2000/2001 odszedł do szwajcarskiego Neuchâtel Xamax, któremu dwukrotnie pomógł w utrzymaniu w lidze.
W styczniu 2002 Diop wrócił do Francji i został piłkarzem FC Lorient. Co prawda zdobył z nim Puchar Francji, ale spadł z ligi. W sezonie 2002/2003 wystąpił w Pucharze UEFA. Przez kolejne 3 lata występował z Lorient w rozgrywkach Ligue 2, ale ani razu nie udało mu się awansować do pierwszej ligi Francji. W sezonie 2005/2006 występował w En Avant Guingamp, z którym zajął miejsce w środku tabeli drugiej ligi, a od lata 2006 był zawodnikiem FC Metz. W 2007 roku wywalczył z tym klubem awans do Ligue 1. Rok później zakończył karierę.
| Sezon   | Klub              | Kraj             | Rozgrywki            | Mecze | Bramki |
| ------- | ----------------- | ---------------- | -------------------- | ----- | ------ |
| 1994/95 | ASC Jeanne d’Arc  | Senegal          | Championnat National | ?     | ?      |
| 1995/96 | ASC Jeanne d’Arc  | Senegal          | Championnat National | ?     | ?      |
| 1996/97 | ASC Jeanne d’Arc  | Senegal          | Championnat National | ?     | ?      |
| 1997/98 | An-Nassr          | Arabia Saudyjska | I liga               | ?     | ?      |
| 1998/99 | ASC Jeanne d’Arc  | Senegal          | Championnat National | ?     | ?      |
| 1999/00 | RC Strasbourg     | Francja          | Ligue 1              | 19    | 0      |
| 1999/00 | Norwich City      | Anglia           | Division One         | 5     | 0      |
| 2000/01 | RC Strasbourg     | Francja          | Ligue 1              | 2     | 0      |
| 2000/01 | Neuchâtel Xamax   | Szwajcaria       | Super League         | 6     | 2      |
| 2001/02 | Neuchâtel Xamax   | Szwajcaria       | Super League         | 16    | 0      |
| 2001/02 | FC Lorient        | Francja          | Ligue 1              | 9     | 0      |
| 2002/03 | FC Lorient        | Francja          | Ligue 2              | 28    | 1      |
| 2003/04 | FC Lorient        | Francja          | Ligue 2              | 31    | 2      |
| 2004/05 | FC Lorient        | Francja          | Ligue 2              | 15    | 0      |
| 2005/06 | En Avant Guingamp | Francja          | Ligue 2              | 4     | 0      |
| 2006/07 | FC Metz           | Francja          | Ligue 2              | 36    | 1      |
| 2007/08 | FC Metz           | Francja          | Ligue 1              | 28    | 1      |

## Kariera reprezentacyjna
W reprezentacji Senegalu Diop zadebiutował w 2000 roku. W 2002 roku został powołany przez selekcjonera Bruno Metsu do kadry na Mistrzostwa Świata w Korei Południowej i Japonii. Tam był podstawowym zawodnikiem Senegalu. Wystąpił we wszystkich 3 meczach grupowych, a następnie w 1/8 finału ze Szwecją (2:1 po dogrywce) i ćwierćfinale z Turcją (0:1 po dogrywce). W 2004 roku natomiast wystąpił w Pucharze Narodów Afryki i z Senegalem dotarł do ćwierćfinału. Po tym turnieju zakończył reprezentacyjną karierę. W kadrze rozegrał 52 mecze i zdobył 2 gole.